# Yasuyuki Moriyama
Yasuyuki Moriyama (jap. 森山 泰行, Moriyama Yasuyuki; * 1. Mai 1969 in Gifu, Präfektur Gifu) ist ein ehemaliger japanischer Fußballspieler.

## Leben und Karriere
Moriyama wurde am 1. Mai 1969 in Gifu geboren. Nach seinem Abschluss an der Juntendo-Universität wechselte er 1992 zu Nagoya Grampus Eight. Der Verein wurde 1995 Meister im Kaiserpokal. In Asien belegte der Verein 1996/97 den 2. Platz im Asian Cup Winners’ Cup. Ab Ende der 1990er Jahre wechselte er zu zahlreichen Vereinen wie Bellmare Hiratsuka (1998), HIT Gorica (1998–99), Sanfrecce Hiroshima (1999), Kawasaki Frontale (2000) und Consadole Sapporo (2002–03).
Im Juli 2004 gab er seinen Rücktritt bei Nagoya Grampus Eight bekannt. Im Jahr 2005 kehrte er als Spieler zu seinem Heimatverein FC Gifu zurück und spielte in der Regionalliga. Der Verein stieg 2007 in die Japan Football League und 2008 in die J2 League auf. Ende der Saison 2008 trat er zurück.
Im Februar 2019 übernahm er den Posten des Spielertrainers beim Japan-Football-League-Klub FC Maruyasu Okazaki. Obwohl er für zwei Spielzeiten bis 2020 als Spieler registriert war, kam er nicht zum Einsatz. Ab 2023 wurde er zum Manager von Asahi Intec Labridge Nagoya ernannt.

### Nationalmannschaft
1997 spielte Moriyama einmal für die japanische Fußballnationalmannschaft in einem Freundschaftsspiel gegen die Türkei.

## Erfolge
- Kaiserpokal: 1995